# Zamek w Nowosiółkach
Zamek w Nowosiółkach – zamek we wsi Nowosiółki (rejon złoczowski).
Zamek wybudowany na planie czworoboku w XVI w. przez rodzinę Halków. Warownię otaczały  mury obronne i wały. W 1695 Joanna Potocka z Sieniawskich (1662-1733) poślubiła Stefana Potockiego (1662-1727) i wniosła w posagu Nowosiółkę. 

## Pałac
Na miejscu zamku syn Stefana – Mikołaj Bazyli Potocki (1707-1782) wzniósł pałac, przebudowany w 1811 według projektu Jerzego Głogowskiego (1777-1838). Umieszczono w nim klasztor i szpital sióstr szarytek (miłosierdzia). Obiekt w XIX w. był wielokrotnie przebudowywany, co ostatecznie zatarło jego pierwotny  wygląd. Przy okalających murach zbudowano arkadowe galerie, które przy następnych remontach zastąpiły przybudówki. Po II wojnie światowej budynki rozebrano pozostawiając ziemne umocnienia. Ocalała tylko kaplica.